# Comibaena bajularia
Comibaena bajularia là một loài bướm đêm trong họ Geometridae. Nó sống tại châu Âu và Cận Đông. Nó có phạm vi phân bố rời rạc tại Anh và Wales, và hoàn toàn không có ở Scotland và Ireland.

## Hình ảnh

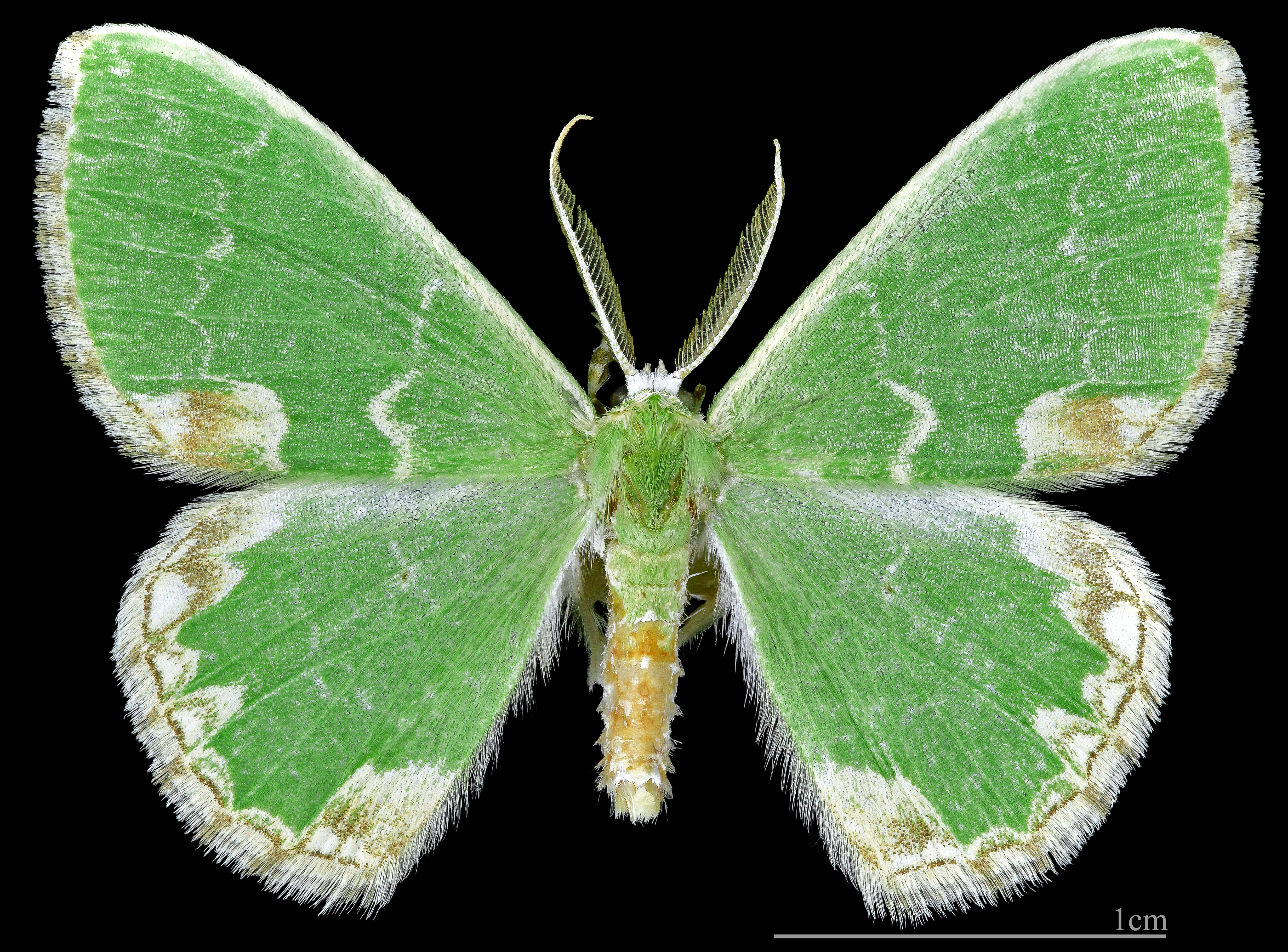
♂
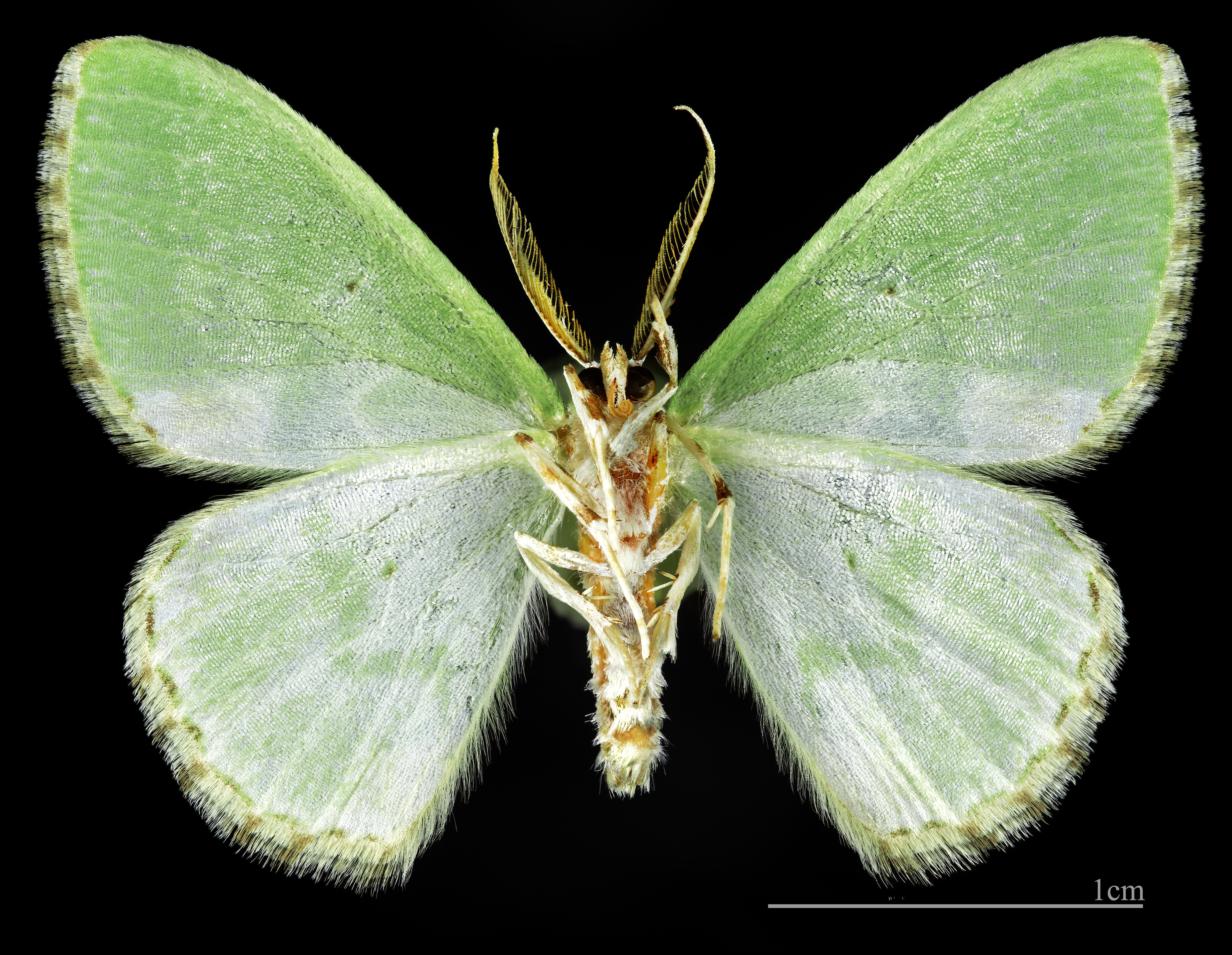
♂ △
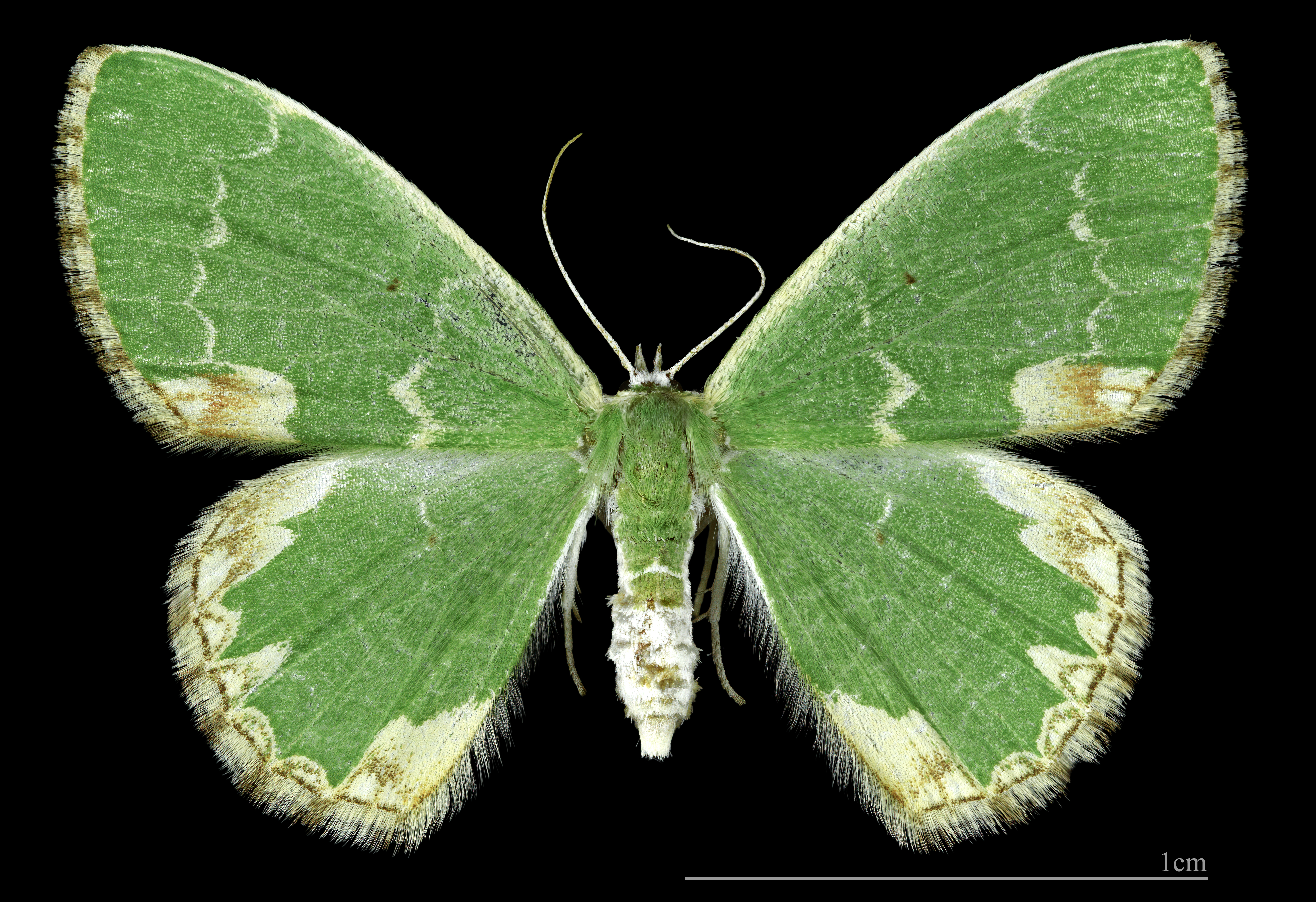
♀
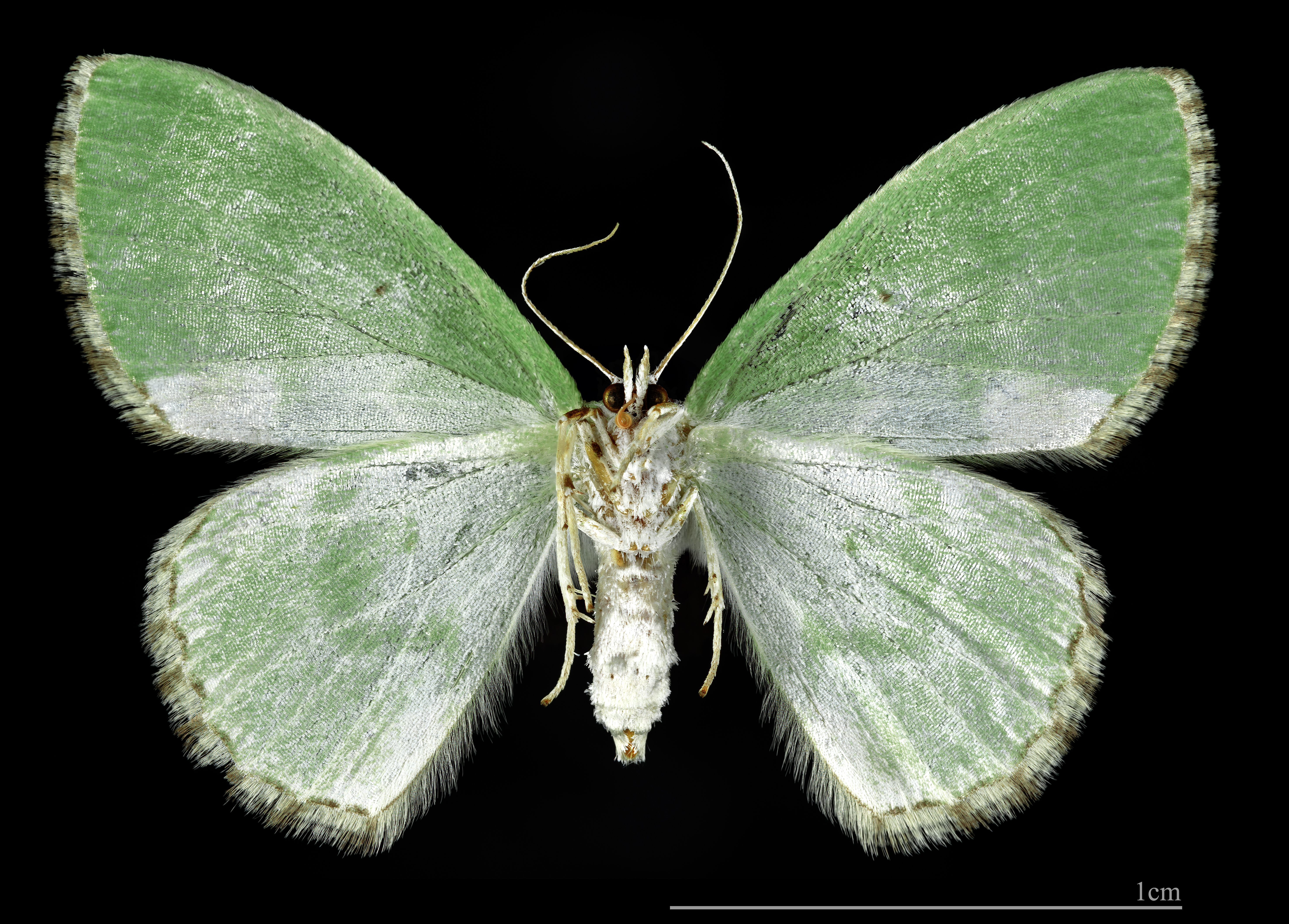
♀ △

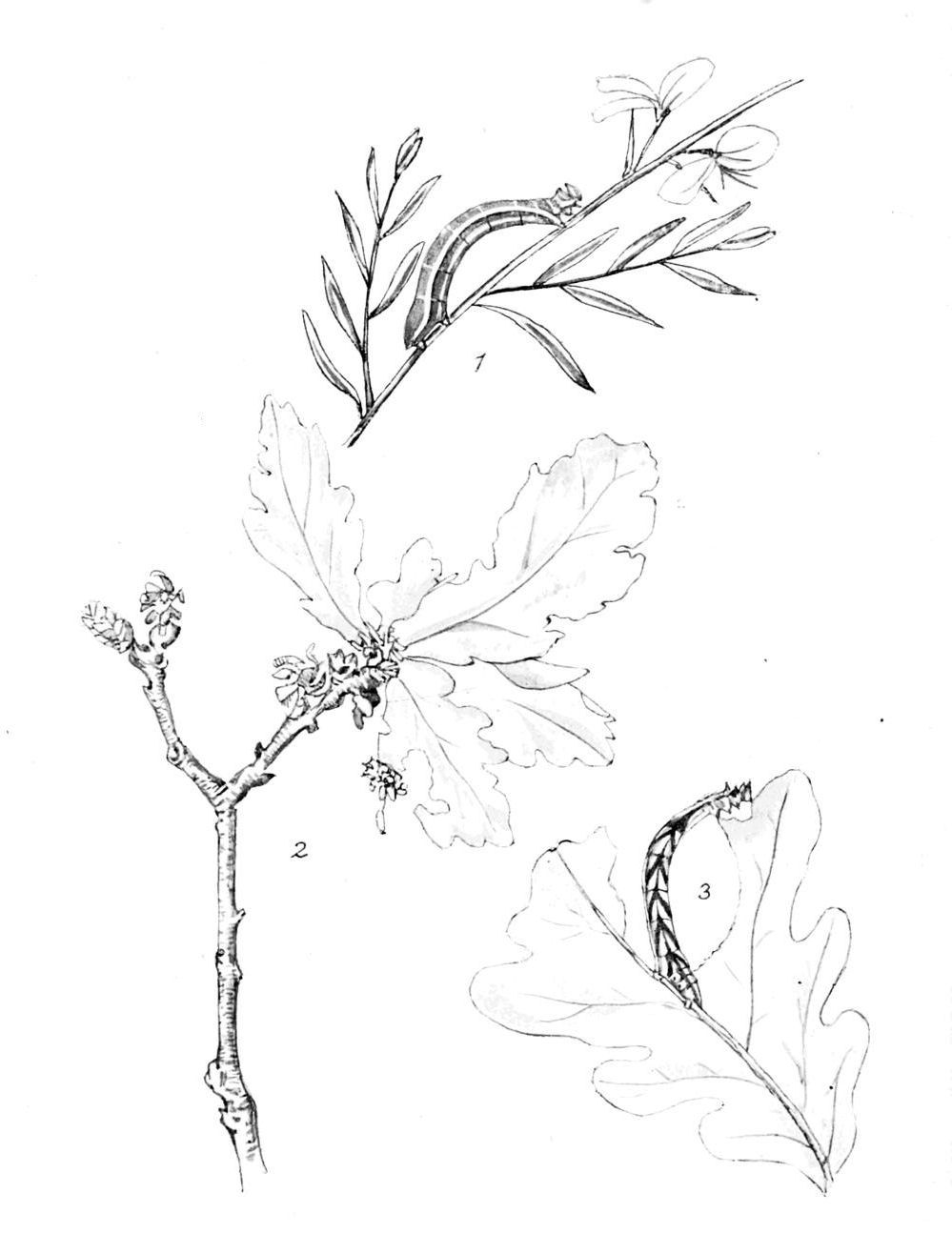
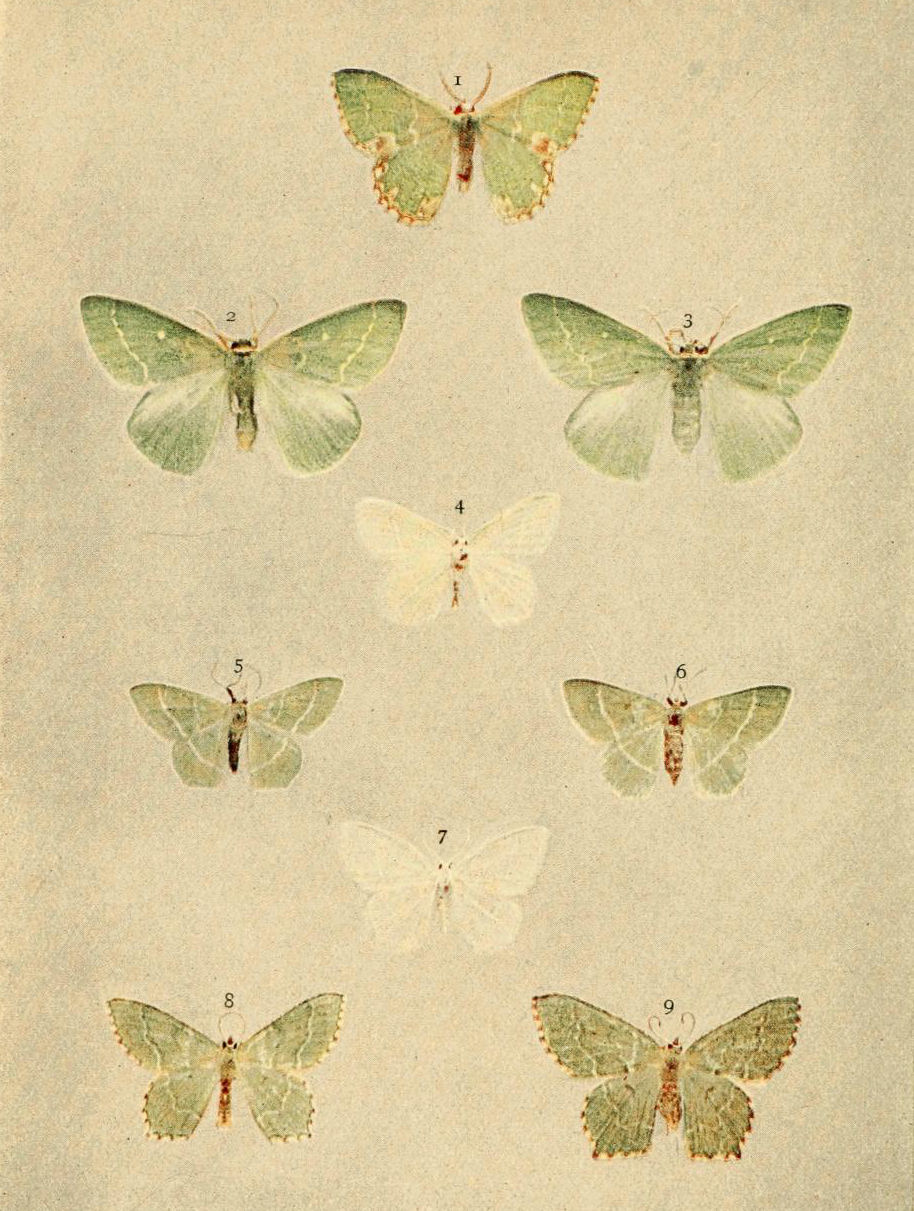